# Станционный смотритель (фильм, 1972)
«Станционный смотритель» — советский художественный телефильм 1972 года, снятый по одноимённой повести Александра Сергеевича Пушкина.

## Сюжет
Самсон Вырин — станционный смотритель. Дуня — его единственная дочь. Она горячо любима своим отцом. Живут они уединённо на тракте.
Однажды приезжает «молодой, стройный гусар с чёрными усиками». Не сказав отцу, Дуня уезжает с гусаром. Жизнь старика разрушена, да и дочь несчастна, хотя и живёт в роскоши, будучи полностью обеспеченной средствами за счёт гусара.

## Съёмки
Часть съёмок проходила в усадьбе Мураново. В картине запечатлены комнаты главного дома усадьбы: библиотека, столовая, кабинет, зелёная и голубая гостиные. В кадре — реальные экспонаты музея, которые находятся там по сей день.

## В ролях
- Николай Пастухов — Самсон Вырин, станционный смотритель
- Марианна Кушнерова — Дуня, дочь Вырина
- Никита Михалков — Минский, гусар (частично озвучивает Андрей Кончаловский[1])
- Геннадий Шумский — Иван Петрович Белкин, рассказчик
- Валентина Ананьина — жена пивовара
- Анатолий Борисов — доктор
- Елена Брацлавская — горничная Дуни
- Александр Лебедев — денщик Минского
- Саша Якимов — Ваня, сын пивовара
- Наталья Пярн — дама (нет в титрах)[источник?]
- Владимир Пицек — дьячок (нет в титрах)[источник?]

## Съёмочная группа
- Автор сценария и режиссёр: Сергей Соловьёв
- Оператор: Леонид Калашников
- Композитор: Исаак Шварц
- Художник: Александр Борисов
- Монтаж: А. Абрамова
- Директор фильма: Виктор Цируль

## Романсы
В фильме звучат три романса на стихи Александра Пушкина в исполнении Валентина Ермакова:
- «Я ехал к Вам»
- «Не спрашивай, зачем»
- «Дорожные жалобы»

Булат Окуджава для картины также написал романс «Красотки томный взор…», который исполнял Минский (герой Никиты Михалкова), но по требованию Николая Сизова песня была вырезана из фильма из-за того, что Окуджава был исключён из Коммунистической партии СССР.

## Призы и награды
- 1972 — Гран-при (При-Италия «За выдающиеся художественные достоинства») Венецианского фестиваля телевизионных фильмов[3][4].
- 1972 — главный приз «Евровидения» — «Приз Пасхального Воскресенья»[4].